# Ratolí marsupial tropical
El ratolí marsupial tropical (Antechinus adustus) és una espècie de petit marsupial carnívor, relacionat estretament amb el ratolí marsupial de Stuart (Antechinus stuartii).
Viu en una petita àrea de bosc tropical, des de Paluma fins al mont Spurgeon, al nord-est de Queensland (Austràlia). Es diferencia del ratolí marsupial de Stuart, amb el qual era classificat antigament dins una mateixa espècie, pel seu pelatge més llarg i fosc. Comparteix l'inusual comportament d'aparellament de molts dels seus parents, en què poc després de la temporada de reproducció moren tots els mascles a causa d'una malaltia relacionada amb l'estrès.